# Alofi (île)
Pour les articles homonymes, voir Alofi.
Alofi est une île de Polynésie, dans l'océan Pacifique occidental, formant avec Futuna (à 2 km au nord-ouest) et quelques récifs l'archipel des îles Horn.
Elle fait partie de Wallis-et-Futuna, collectivité d'outre-mer française. Elle est située dans le royaume d'Alo.

## Géographie
Île de 18 km2 d'origine volcanique, Alofi est très pentue, culminant à 417 m au mont Kolofau (pt) (autrefois appelé Mont Bougainville). Elle est entourée d'un récif corallien partiellement exondé, ce qui en fait un atoll surélevé. Elle n'est distante de Futuna que de 1,8 km. Le chenal qui les sépare est appelé Vasa en futunien.
La forêt primaire couvre 70 % de la surface d'Alofi.
Elle est pratiquement inhabitée (un seul habitant permanent à Alofitai en 2024),, mais elle a été habitée auparavant, avec plusieurs villages et chefferies installées.
Les différents terrains sont possédés par les familles futuniennes qui les cultivent.
La pointe Afaga, située à l'extrémité méridionale de l'île est, de toutes les terres françaises, le point le plus éloigné de Paris (16 252 km).
À l'extrémité ouest de l'île se trouve la grotte de Loka, lieu de pèlerinage pour les Futuniens et source d'eau douce.

Alofi au sud et Futuna au nord.
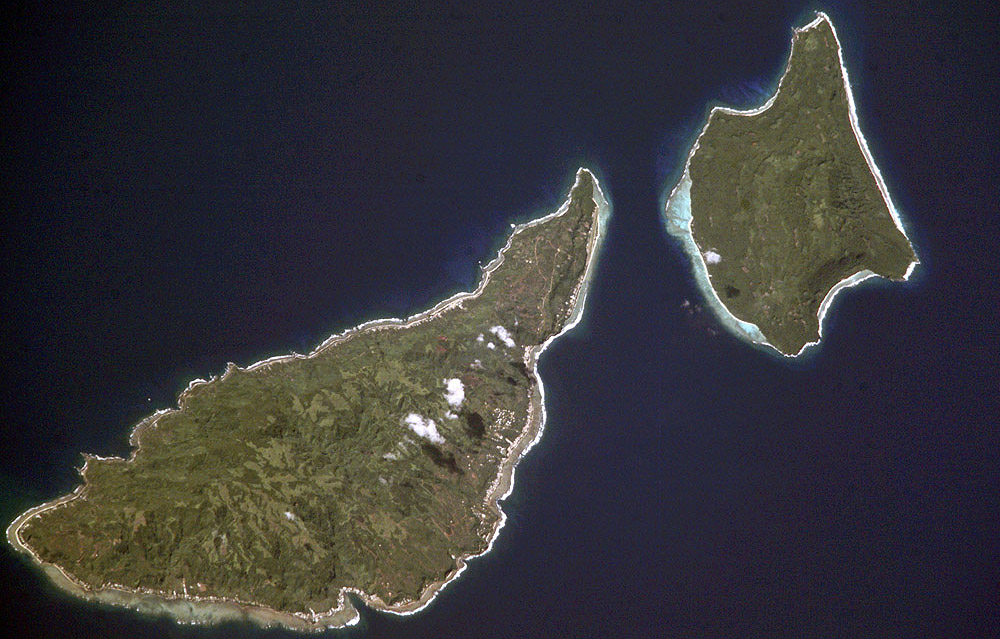
Futuna et Alofi vues depuis l'espace (image orientée vers l'ouest).
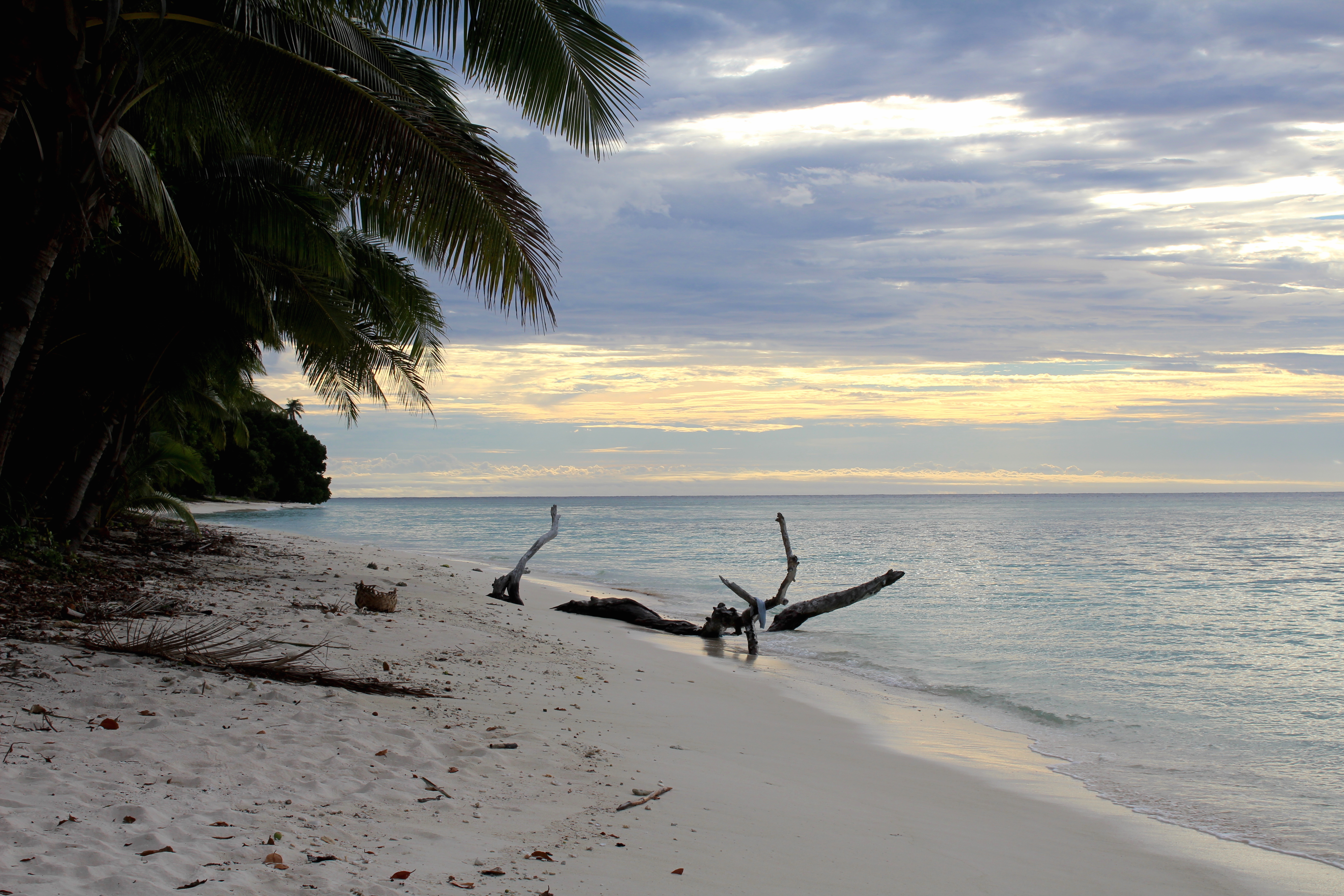
Plage d'Alofi en fin de journée.
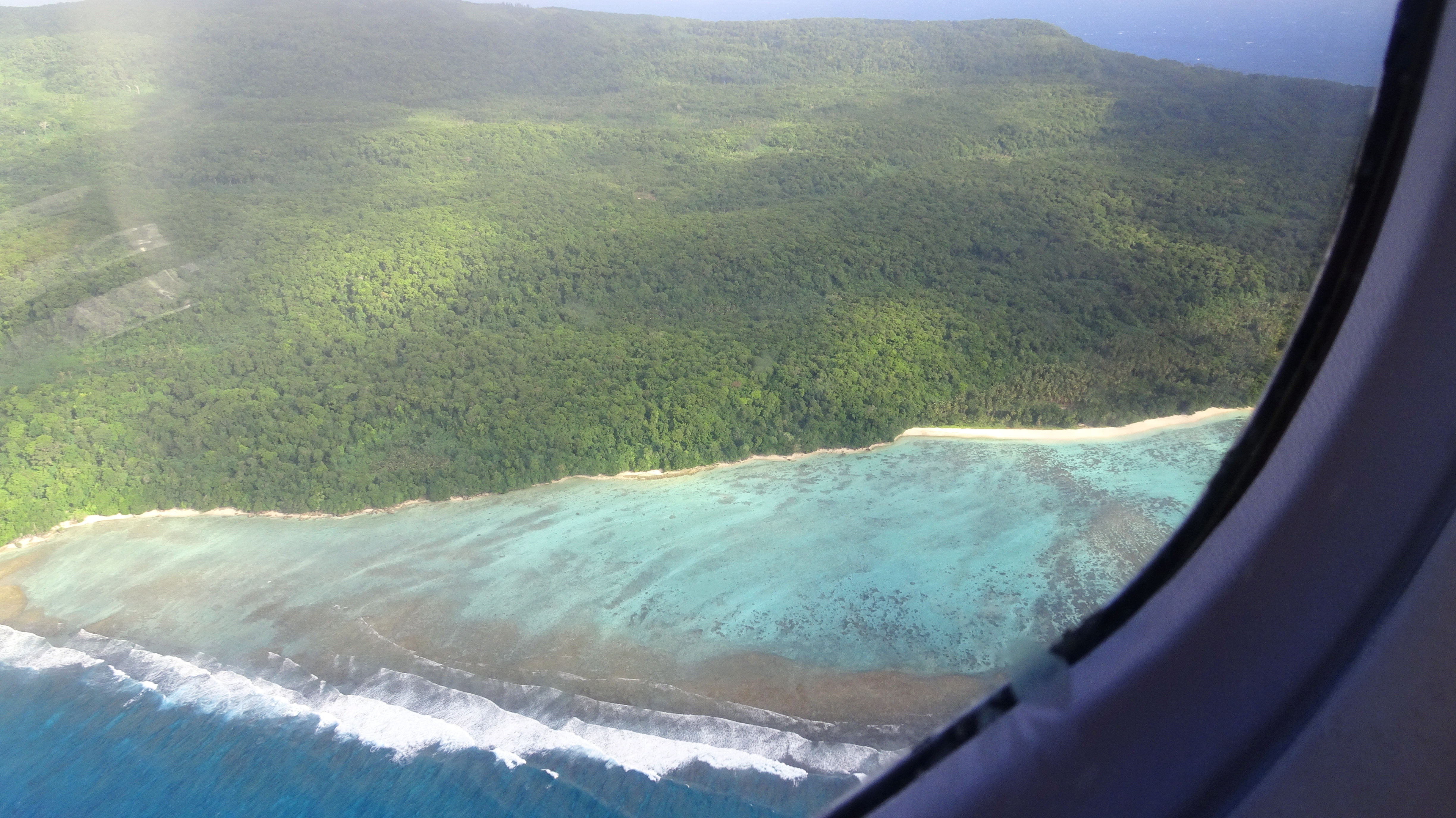
Le nord d'Alofi vu depuis un avion qui atterrit à l'aérodrome de Futuna pointe Vele.

## Histoire

### Premiers habitants et premières chefferies
La date du premier peuplement d'Alofi est incertaine. Cependant, des fouilles archéologiques menées dans les années 1970-1980 ont révélé la présence de céramiques à Mamalua à Alofi. À Futuna, le site de Tavai, fouillé par Patrick V. Kirch en 1974, daterait de la période Lapita, les traces d'occupation humaines remontant à 200 av. J.-C., et celui d'Asipani remonterait à 700 av. J.-C..
Des fouilles réalisées à Alofitai montrent la présence de poissons, coquillage et hameçons de pêche : « ceci montre que ces Océaniens anciens d'Alofi se nourrissaient de l'exploitation du petit lagon d'Alofitai tandis que ceux de Futuna, où il n'y a pas de lagon, devaient puiser l'essentiel de leur nourriture dans les ressources du sol ».
À cause d'une pression démographique importante, les habitants qui résident en bord de mer vont peu à peu occuper l'intérieur des terres à partir du VIe siècle : c'est le passage de la période Kele Uli (« terre noire ») à la période Kele Mea. Plusieurs chefferies se mettent en place, à Mauifa, Tui Saavaka et Vakalasi ; une dernière chefferie, le Fale Tolu, apparaît plus tardivement.
Tandis que plusieurs forts sont construits à Futuna, un fort est érigé sur le mont Kolofau.

### Tentatives d'invasions tongiennes
Entre 1476 et 1504, les Tongiens envahissent Alofi. Le chef Ga'asialili, qui régnait sur Uvea, investit le fort du mont Kolofau et projette d'envahir Futuna ; il est tué durant la guerre de Pakafu qui s'ensuit. Les invasions tongiennes à Futuna et Alofi s'arrêtent définitivement vers 1565 lorsque Kauʻulufonua Fekai tente de conquérir Futuna et est battu à Leava.

### Contact européen
Le 28 avril 1616, Futuna et Alofi sont visitées par les navigateurs néerlandais Willem Schouten et Jacob Le Maire.

### Rivalités entre chefferies et dépeuplement
Les différentes chefferies existantes à Alofi sont en rivalité, voire en guerre. À la fin du XVIIe siècle, Mauifa, le chef de Loka chasse la chefferie Fale Tolu ; début XVIIIe, le chef Tui Asoa chasse le Tui Saavaka d'Alofi et le contraint à partir à Poi (Futuna). Une tentative d'élargir la zone d'influence de la chefferie d'Asoa se solde par une défaite militaire.
Un chef, Veliteki, parvient néanmoins à conquérir progressivement toute l'île d'Alofi du milieu du XVIIIe au début du XIXe siècle, en battant les différentes chefferies installées : d'abord le Mauifa, puis le Valakasi et enfin le Fale Tolu. Plusieurs batailles ont lieu à Alofitai. La conquête d'Alofi terminée, les belligérants tentent de conquérir Futuna.
Les guerres incessantes entraînent le dépeuplement de l'île et la perte des titres de chefferie propres à Alofi, « effacés par les guerriers de Futuna ». À la suite de ces combats, les contours des deux royaumes d'Alo et de Sigave se dessinent ; ils sont fixés définitivement lors de la guerre du Vai de 1839. Alofi fait partie du royaume d'Alo.

### Période contemporaine

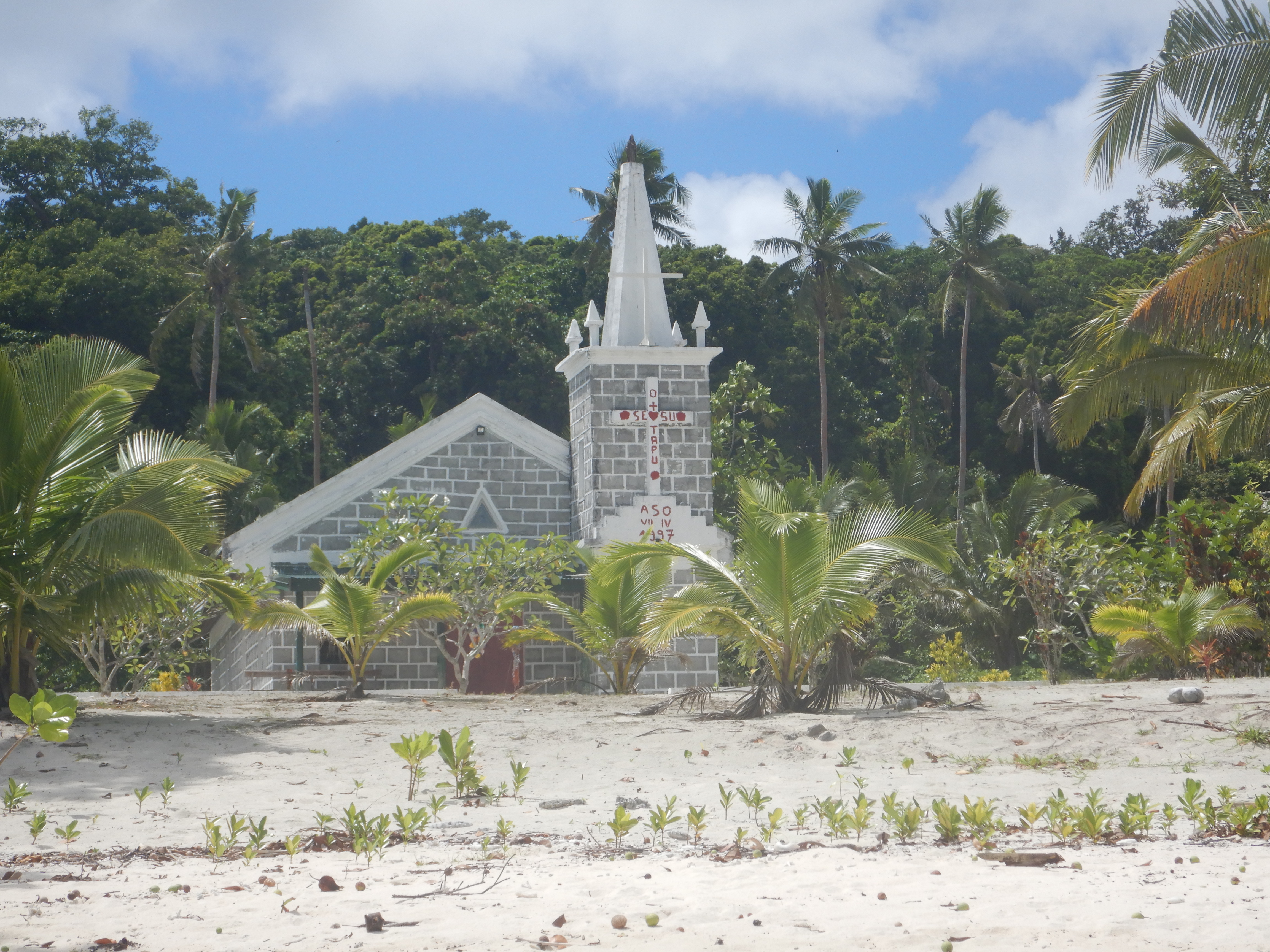
Chapelle du Sacré-Cœur à Alofi.

Dans les années 2000, Alofi n'est habitée que par une seule personne. L'île est cultivée par des familles de Futuna qui y possèdent des champs. C'est également une destination touristique prisée des Futuniens. Alofi est sous la responsabilité d'un ministre coutumier.

En 2019 et 2020, des fouilles archéologiques sont menées par Christophe Sand, de l'IRD, pour comprendre pourquoi l'île s'est dépeuplée. Ces fouilles ont montré qu'Alofi avait été peuplée par au moins 3 000 personnes.